# Ramiz Qəmbərov
Ramiz Qəmbərov oder Ramiz Qəmbər (eingedeutscht Ramis Gambarow; * 2. Juli 1962 in Şuşa, Autonomes Gebiet Bergkarabach, Aserbaidschanische SSR, UdSSR; † 29. April 1992 ebenda, Republik Aserbaidschan) war ein aserbaidschanischer Soldat und Nationalheld Aserbaidschans. Er starb im Ersten Bergkarabachkrieg.

## Werdegang
Qəmbərov kam in Şuşa (Schuscha) zur Welt und erwarb dort die allgemeinbildende Schulbildung. Nach seinem Militärdienst kehrte er 1982 in seine Heimatstadt zurück.
1986 ließ sich Qəmbərov am Aserbaidschanischen Institut für Bauingenieurwesen (heute Architektur- und Bauuniversität Aserbaidschan) einschreiben. Aufgrund der Zuspitzung des Konflikts zwischen Armenien und Aserbaidschan um die Region Bergkarabach konnte er sein Studium nicht absolvieren.
Als der Konflikt in Bergkarabach Ende der 1980er eskalierte, ging Qəmbərov als Freiwilliger an die Front. Bald gründete er ein Selbstverteidigungsbataillon und wurde dessen Anführer. Ziel war, die Stadt Şuşa und die angrenzenden Dörfer gegen die Angriffe der armenischen Einheiten zu verteidigen. Seine Kämpfer beteiligten sich an den Schlachten um Malibayli, Guschtschular, Kosalar (allesamt Ortschaften der Provinz Şuşa). Bei einem der Gefechte am 29. April wurde er schwer verwundet und erlag am nächsten Tag seinen Verletzungen. Nur eine Woche später wurde Şuşa von armenischen Truppen besetzt.

## Auszeichnungen und Andenken
Per Präsidentenerlass Nr. 833 vom 7. Juni 1992 wurde Qəmbərov posthum der Titel „Nationalheld Aserbaidschans“ verliehen.
Eine der Straßen in Baku trägt den Namen von Qəmbərov. Ihm zu Ehren wurde ein Dokumentarfilm gedreht.